# Завалив
Зава̀лив (на украински: Завалів) е село в западна Украйна, част от Тернопилски район на Тернопилска област. Населението му е около 472 души.
Разположено е на 370 метра надморска височина на Подолското възвишение, на река Золота Липа и на 38 километра североизточно от Ивано-Франкивск. Селището се споменава за пръв път през 1310 година. След Първата подялба на Жечпосполита през 1772 година е част от Хабсбургската монархия, завладяно е от Съветския съюз с Пакта „Рибентроп-Молотов“ през 1939 година.

## Известни личности
Родени в Завалив
- Нахман Авигад (1905 – 1992), израелски археолог